# Sigurd II.
Sigurd II. Haraldsson (* 1133; † 10. Juni 1155), wegen seines verunstalteten Mundes „Sigurd munn“ genannt, war von 1136 bis 1155 neben seinem Bruder Inge Krogrygg König von Norwegen. Ab 1142 kam noch sein Bruder Øystein hinzu. Er war der uneheliche Sohn von Harald Gille und seiner Nebenfrau Þora Guttormsdottir.
Er wuchs in Trøndelag auf und wurde bereits mit vier Jahren zum König ausgerufen, nachdem sein Vater 1136 im Bett erschlagen worden war. Es war die Zeit des norwegischen Bürgerkrieges.
Zu Beginn seiner Zeit als König musste er sich gegen seine Konkurrenten Sigurd Slembe und Magnus den Blinden verteidigen, die ihrerseits die Königswürde beanspruchten. Sigurd Slembe behauptete, ein unehelicher Sohn von Magnus berføtt zu sein. Magnus, den Harald Gille hatte verstümmeln lassen, war der uneheliche Sohn von Sigurd Jorsalfari. Die beiden wurden dann aber 1139 in der Schlacht von Holmengrå getötet. Die drei Brüder verstanden sich als Kinder zunächst gut. Schon während der Vormundschaft des Reichsrates kamen Spannungen auf. Sie waren wohl auf die jeweiligen Ratgeber zurückzuführen, die über ihre jeweiligen Könige ihre Hausmachtinteressen verfolgten. 1153 wurde von Kardinal Breakspeare das Erzbistum Nidaros geschaffen.
Nach der Abreise des Kardinals Breakspeare in Richtung Schweden nahmen die Spannungen zwischen den Königen dramatisch zu. König Inge Krogrygg erfuhr von einem Plan seiner Mitkönige, ihn im Winter 1154/1155 bei Gelegenheit von Vergleichsverhandlungen abzusetzen. Das veranlasste ihn zu einem Präventivschlag gegen Sigurd im Sommer 1155 in Bergen. Sigurd wurde überfallen und erschlagen.